# Iris Kyle
Iris Kyle (Benton Harbor, Míchigan; 22 de agosto de 1974) es una culturista profesional estadounidense. Ha sido una de las más destacadas del panorama internacional, ganadora de diez ediciones del campeonato Ms. Olympia, nueve de ellas consecutivas (entre 2006 y 2014), así como otras siete galas de Ms. International. En 2013, fue clasificada como la mejor culturista femenina en la lista de clasificación del culturismo femenino profesional de la IFBB.

## Primeros años y educación
Iris Floyd Kyle nació el 22 de agosto de 1974 en Benton Harbor, en el estado de Míchigan, siendo la quinta de seis hijos. En sus primeros años de vida deportiva corrió a campo traviesa, jugó al baloncesto y al sóftbol. Fue una de las mejores jugadoras de baloncesto y recibió varias ofertas de becas deportivas. Kyle asistió a la Benton Harbor High School y continuó su educación en la Alcorn State University en Lorman (Misisipi), con una beca de baloncesto, especializándose en administración de empresas y en contabilidad.

## Carrera en el culturismo

### Amateur
Iris afirma que la razón por la que se metió en el culturismo fue cuando se mudó al Condado de Orange (California y, al estar rodeada de gente en forma y de aspecto saludable, pensó que podría obtener un físico similar, muy entrenado y esculpido. Entró en un gimnasio y se hizo socia. "Recuerdo claramente que me sentí un poco abrumada con las instalaciones y la aparentemente interminable variedad de equipos de entrenamiento, pero supe en ese preciso momento... sin sentir la más mínima duda... que podía desarrollar el tipo de físico que quería". Más tarde fue contratada por el mismo gimnasio y, como empleada, obtuvo más oportunidades de entrenamiento y crecimiento. Se convirtió en una lectora voraz de las revistas Flex, Muscle & Fitness e Iron Man.
Un día, un promotor local llamado Butch Dennis estuvo en su gimnasio y, tras evaluarla, le sugirió que se presentara a una competición que él organizaba en 10 semanas, el Long Beach Muscle Classic. Ganó dicho concurso en 1994. Desde ese año hasta que se hizo profesional, fue asesorada y entrenada por el culturista profesional Patrick Lynn.
Steve Wennerstrom, historiador de las mujeres de la IFBB, escribió un reportaje fotográfico en el número de noviembre/diciembre de 1996 de Women's Physique World titulado "Keep An Eye on Iris Kyle!". En él se centraba en la victoria de Iris Kyle en el NPC de California en 1996. En 1996, en los Campeonatos NPC de Estados Unidos, Iris quedó en segundo lugar tras Heather Foster en la categoría de peso pesado. En julio de 1998, en los Campeonatos NPC de Estados Unidos, celebrados en el Artemus W. Ham Concert Hall de la Universidad de Nevada de Las Vegas, superó a Foster por un punto en el recuento final, después de haber compartido con ella los votos del jurado en el primer lugar, para pasar a ganar el peso pesado, en general, y la tarjeta profesional de la IFBB, a la edad de 22 años y 68 kg.

### Profesional
1999-2001
A excepción de las ediciones de 1999 y 2008 de la Ms. International, Iris siempre ha quedado entre las seis primeras en todas las competiciones de culturismo profesional de la IFBB en las que ha participado. Steve Wennerstrom, historiador de las mujeres de la IFBB, escribió en la edición de noviembre de 1999 de Flex que su segundo puesto en la IFBB Pro World de 1999 fue "una buena noticia para la estructuralmente impresionante Kyle de 1,70 metros y 70 kilos". También escribió que "combinando algunas de las cualidades de Yolanda Hughes y Lenda Murray, con unas pantorrillas mejores que las de ambas, la gerente de un club de salud de 27 años sólo necesita añadir algo de estilo a su aspecto general para dar un acabado brillante a su armamento físico".
En la Ms. Internacional de 2000, Tazzie Colomb e Iris fueron descalificadas por el uso de diuréticos. Ganó su primer concurso profesional en la Ms. Olympia de 2001, ganando el título de peso pesado, pero perdiendo el título olímpico general ante Juliette Bergmann.
2002-2005
En 2002, Lenda Murray regresó de su retiro para recuperar su título de Ms. Olympia en 2002 y 2003, e Iris quedó en segundo lugar en ambas ocasiones por detrás de su ídolo. En 2004, ganó el título general y el de peso pesado de Ms. International, y a continuación venció a Murray llevándose el título general y el de peso pesado del Ms. Olympia 2004. En 2005, Iris se saltó el Ms. International y se centró en la defensa de su título del Olympia. Sin embargo, en 2005, la IFBB cambió las reglas y abolió el sistema de clases de peso para el Ms. Olympia, junto con la nueva "regla del 20%", que pedía "que las atletas femeninas en culturismo, fitness y figura disminuyeran la cantidad de musculatura en un factor del 20%". Esto permitió a Yaxeni Oriquen-García ganar tanto el Ms. International 2005 como destronar a Iris en el Ms. Olympia 2005.
2006-2014
En 2006, Iris recuperaba sus títulos de Ms. International y Ms. Olympia. En 2007, volvió a ganar ambos torneos. Hubo un poco de controversia en el Ms. International de 2008. Iris quedó en séptimo lugar debido a las notables inyecciones en sus hombros y glúteos, que según el juez principal de la IFBB, Sandy Ranalli, causaron "distorsiones en su físico". Después de la Ms. International 2008, en la radio Pro Bodybuilding Weekly, cuando le preguntaron por el motivo de las protuberancias en los hombros y los glúteos, dijo que "cuando estás en el deporte y decides llevarlo al nivel de la liga, sabes que esas cosas tienen lugar". También declaró que los bultos no habrían sido un problema si hubiera sido un hombre y pensó que debería haber quedado en primer lugar.
Iris se recuperó en el Ms. Olympia de 2008 ganando el concurso. Iris pasó a ganar ambos galardones en el período de 2009. En el Ms. International de 2010, Iris ganó su quinto campeonato, superando las cuatro victorias de la venezolana Yaxeni Oriquen-García, convirtiéndose en la campeona de Ms. International más exitosa de la historia. A continuación, ganó el Ms. Olympia 2010, el Ms. International 2011 y el Ms. Olympia 2011. En 2012, no pudo asistir al Ms. International debido a una lesión en la pierna. No obstante, consiguió recuperarse para la edición de ese año del Ms. Olympia, recuperando su corona de campeona en el Ms. International en 2013. En este último año, ganaba su noveno Ms. Olympia general, lo que la convertía en la culturista profesional más exitosa de todos los tiempos. En 2014, ganó su décimo título general de Ms. Olympia, batiendo su propio récord anterior de nueve títulos generales. Tras este último hito de su carrera, Iris decidía retirarse del culturismo.
2020 en adelante
Tras varios años alejada de los escenarios, en julio de 2020, Iris anunció que retornaría para competir en el Ms. Olympia de ese año. El culturista profesional de la IFBB Patrick Tuor la entrenó para tonificarla y prepararla para volver a la primera fila. No obstante, poco antes de que comenzara el certamen, Kyle anunciaba que se retiraba sin especificar los motivos, aquejada de una "enfermedad" que no se dio a conocer.
Está clasificada como la mejor culturista femenina en la lista de clasificación del culturismo femenino profesional de la IFBB.

### Número de títulos
Iris ha ganado diecisiete títulos profesionales de la IFBB y tres títulos profesionales de peso pesado de la IFBB, lo que supone más victorias profesionales de la IFBB que cualquier culturista femenina. De esas victorias, tiene diez títulos generales de Ms. Olympia, y tiene dos victorias profesionales de peso pesado en su categoría de peso. Entre 2000 y 2004, hubo dos categorías de peso, y de 2001 a 2004, hubo un ganador general entre los dos ganadores de la categoría. En 2001, ganó la categoría de peso pesado, pero perdió el título general de Ms. Olympia en favor de la ganadora de peso ligero Juliette Bergmann. Esta discrepancia ha llevado a la confusión en varias publicaciones deportivas en cuanto al número de títulos de Ms. Olympia que ha ganado. También es la que más victorias olímpicas consecutivas tiene, con nueve, desde 2006 hasta 2014. También tiene siete victorias en el Ms. Internacional y una en peso pesado, más que cualquier culturista femenina.

### Historial competitivo
- 1994 - NPC Long Beach Muscle Classic – 1º puesto
- 1994 - NPC Ironmaiden Championships – 2º puesto (MW)
- 1996 - NPC Orange County Muscle Classic – 1º puesto (HW y Overall)
- 1996 - NPC California – 1º puesto (HW y Overall)
- 1996 - NPC USA Championships – 2º puesto
- 1997 - NPC USA Championships – 3º puesto (HW)
- 1997 - NPC Nationals – 4º puesto (HW)
- 1998 - NPC USA Championships – 1º puesto (HW y Overall)
- 1999 - IFBB Ms. International – 15º puesto
- 1999 - IFBB Pro World Championship – 2º puesto
- 1999 - IFBB Ms. Olympia – 4º puesto
- 2000 - IFBB Ms. International – 3º puesto (HW) (posteriormente descalificada)
- 2000 - IFBB Ms. Olympia – 5º puesto (HW)
- 2001 - IFBB Ms. International – 2º puesto (HW)
- 2001 - IFBB Ms. Olympia – 1º puesto (HW)
- 2002 - IFBB Ms. International – 2º puesto (HW)
- 2002 - IFBB Ms. Olympia – 2º puesto (HW)
- 2002 - IFBB GNC Show of Strength – 2º puesto (HW)
- 2003 - IFBB Ms. Olympia – 2º puesto (HW)
- 2004 - IFBB Ms. International – 1º puesto (HW y Overall)
- 2004 - IFBB Ms. Olympia – 1º puesto (HW y Overall)
- 2005 - IFBB Ms. Olympia – 2º puesto
- 2006 - IFBB Ms. International – 1º puesto
- 2006 - IFBB Ms. Olympia – 1º puesto
- 2007 - IFBB Ms. International – 1º puesto
- 2007 - IFBB Ms. Olympia – 1º puesto
- 2008 - IFBB Ms. International – 7º puesto
- 2008 - IFBB Ms. Olympia – 1º puesto
- 2009 - IFBB Ms. International – 1º puesto
- 2009 - IFBB Ms. Olympia – 1º puesto
- 2010 - IFBB Ms. International – 1º puesto
- 2010 - IFBB Ms. Olympia – 1º puesto
- 2011 - IFBB Ms. International – 1º puesto
- 2011 - IFBB Ms. Olympia – 1º puesto
- 2012 - IFBB Ms. Olympia – 1º puesto
- 2013 - IFBB Ms. International – 1º puesto
- 2013 - IFBB Ms. Olympia – 1º puesto
- 2014 - IFBB Ms. Olympia – 1º puesto[11][18][20]
- 2020 - IFBB Ms. Olympia - DNS[31]

## Otros intereses

### Apariciones en los medios de comunicación
El 9 de septiembre de 2008, Iris apareció en el episodio 9, "The Special Episode", de la primera temporada de Wipeout, en el que sufrió un accidente en un tobogán de agua en el que se rompió varias costillas. Además, uno de los presentadores del programa se refirió a ella constantemente como "él". El 16 de septiembre de 2008, su aparición fue catalogada como uno de los 25 mejores momentos del programa. En una entrevista con RX Muscle Girls Inc. (con las presentadoras Colette Nelson y Krissy Chin), reveló que fue invitada a volver a aparecer en Wipeout debido a la popularidad de su episodio, pero que se negó, citando la posibilidad de otra lesión y la falta de respeto que recibió de los presentadores.
Iris apareció en el tráiler de la película inacabada A:B - We are Sisyphos y se suponía que interpretaría al personaje "Dina" en la cinta. Apareció en el documental de culturismo de 2013 ASF25 - A Documentary. Ella y su novio de entonces, Hidetada Yamagishi, aparecieron como ellos mismos en el documental de culturismo de 2017 Generation Iron 2. También apareció en el vídeo musical de 2017 de Katy Perry, junto a Nicki Minaj, de Swish Swish.

### Negocios
Desde julio de 1998, Iris es una entrenadora personal avanzada que dirige su propio negocio de entrenamiento y nutrición en línea, Healthier by Choice. Desde septiembre de 2011, es promotora de la empresa Visalus. Desde 2013, es copropietaria de Bodi Cafe, una empresa de suplementos, nutrición y cafetería de batidos de primera clase en el City Athletic Club de Las Vegas (Nevada). Está patrocinada por PNP Perfect Nutrition.

### Bienes inmuebles
Iris es agente inmobiliaria de ERA Realty.

## Vida personal
Iris mantiene una relación con un ejecutivo financiero. Anteriormente mantuvo una relación con el culturista y socio comercial y de entrenamiento Hidetada Yamagishi, además de salir con el culturista John J. Sherman. A pesar de haber descrito sus opiniones políticas como liberales, votó por el también icono del culturismo Arnold Schwarzenegger, republicano, durante su candidatura a gobernador de California. Habla con fluidez alemán y español.